# Подомацький Єгор Геннадійович
Єгор Геннадійович Подомацький (рос. Егор Геннадьевич Подомацкий; 22 листопада 1976, м. Рибінськ, СРСР) — російський хокеїст, воротар. 
Вихованець хокейної школи «Локомотив» (Ярославль). Виступав за «Локомотив» (Ярославль), «Лада» (Тольятті), «Дизель» (Пенза), «Рись» (Подольськ), «Аріада-Акпарс» (Волжськ), «Єрмак» (Ангарськ) та «Мечел» (Челябінськ).
У складі національної збірної Росії учасник зимових Олімпійських ігор 2002 (0 матчів), учасник чемпіонатів світу 1998, 1999, 2000, 2002, 2003 і 2004 (8 матчів).
Досягнення
- Бронзовий призер зимових Олімпійських ігор (2002)
- Срібний призер чемпіонату світу (2002)
- Чемпіон Росії (1997, 2002, 2003), бронзовий призер (1998, 1999, 2005).